# Adalı
Adalı ist ein Ortsteil (Mahalle) im Landkreis Karataş der türkischen Provinz Adana mit 537 Einwohnern (Stand: Ende 2024). Im Jahr 2012 hatte Adalı 642 Einwohner.